# Émeutes de Rostock

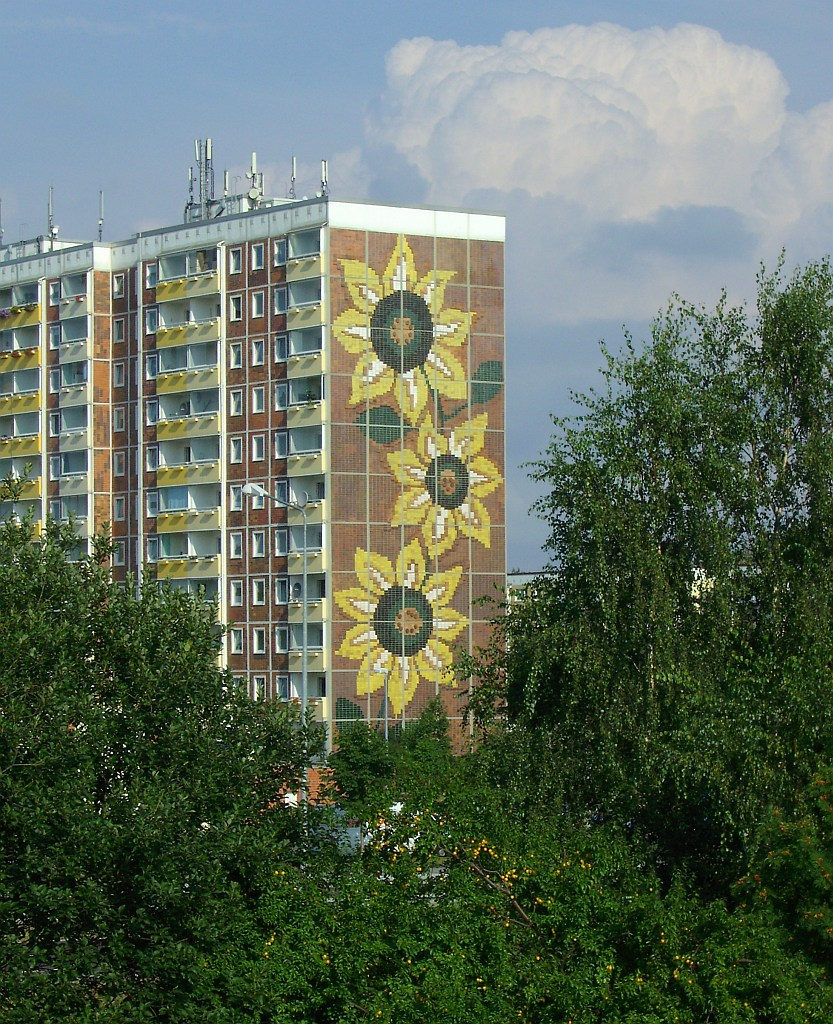
La barre d'immeubles Sonnenblumenhaus, la « résidence des tournesols », a été la cible de cocktails Molotov en 1992.

Les émeutes de Rostock sont des émeutes à caractère raciste, contre des foyers d'immigrés vietnamiens, qui ont eu lieu dans la ville est-allemande de Rostock, quelques années après la réunification de l'Allemagne. Les violences se sont déroulées du 22 au 26 août 1992, et ont pris pour cible, à coup de jet de projectiles et de cocktails Molotov, la « résidence des tournesols » (Sonnenblumenhaus en allemand), barre d'immeubles de type « grands ensembles » du quartier de Rostock-Lichtenhagen.
Durant cinq jours, plusieurs centaines d'émeutiers vont assaillir un bâtiment abritant plusieurs immigrés vietnamiens et une équipe de télévision de la ZDF, sous les regards et parfois les encouragements de 3 000 personnes venues assister aux émeutes.

## Contexte

### Montée des violences xénophobes
À partir de la période dite du Wende et de la réunification, et plus précisément à partir de l'été 1991, l'Allemagne fait face à une montée de violence à caractère xénophobe,. Cette montée de la xénophobie s'illustre notamment par les émeutes racistes de Hoyerswerda, ville est-allemande de la Saxe, du 17 au 23 septembre, durant lesquelles environ 500 personnes attaquent un foyer de réfugiés avec des cocktails Molotov et des projectiles.